# Árachtos (fleuve)
Pour les articles homonymes, voir Arachthos.
Le fleuve Árachtos (en grec moderne Άραχθος) coule à l'est de l’Épire en Grèce, et a son embouchure dans le golfe Ambracique.

## Géographie

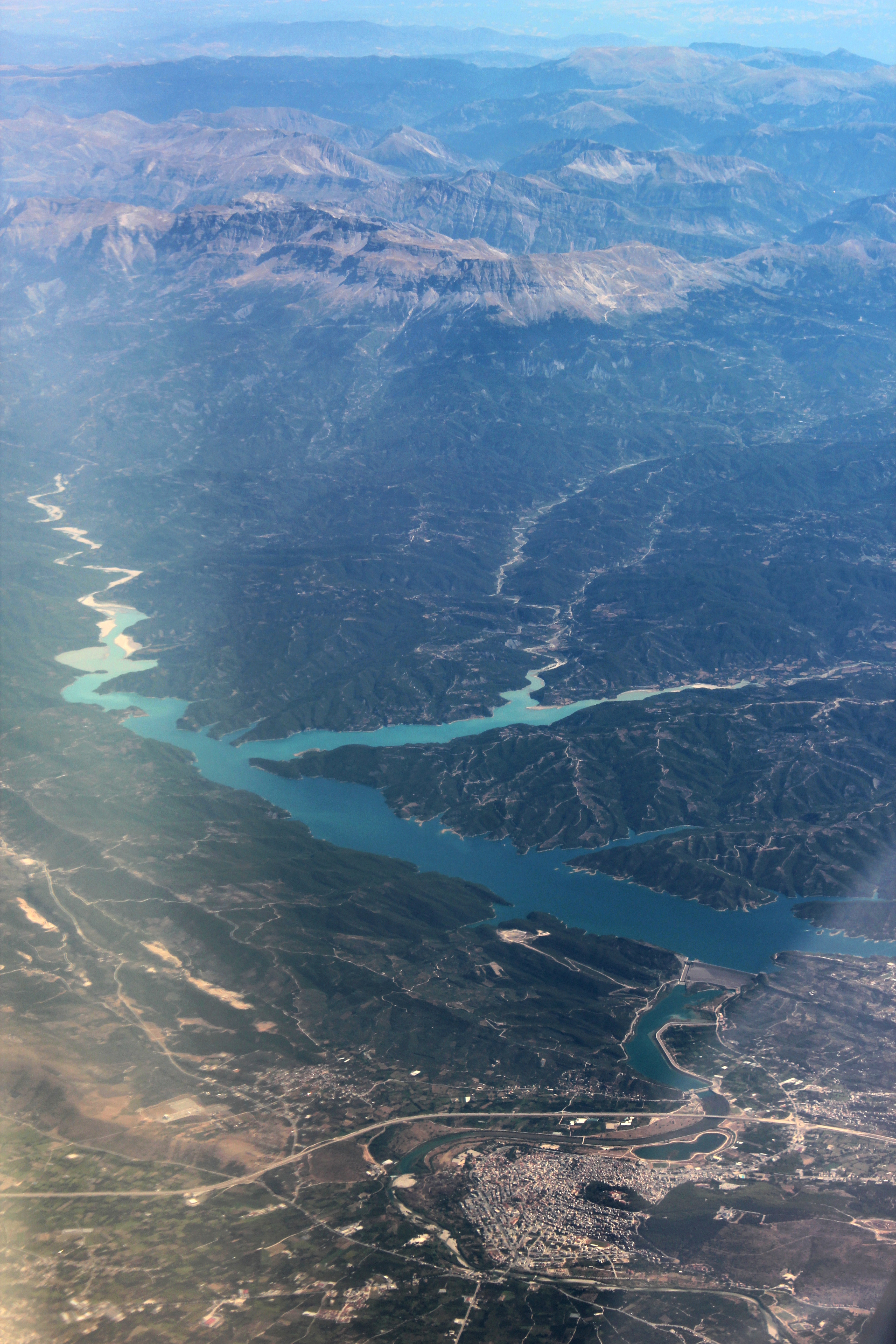
Árta ainsi que le lac de barrage de Pournári sur l'Árachtos (photographie aérienne à 11000 m d'altitude).

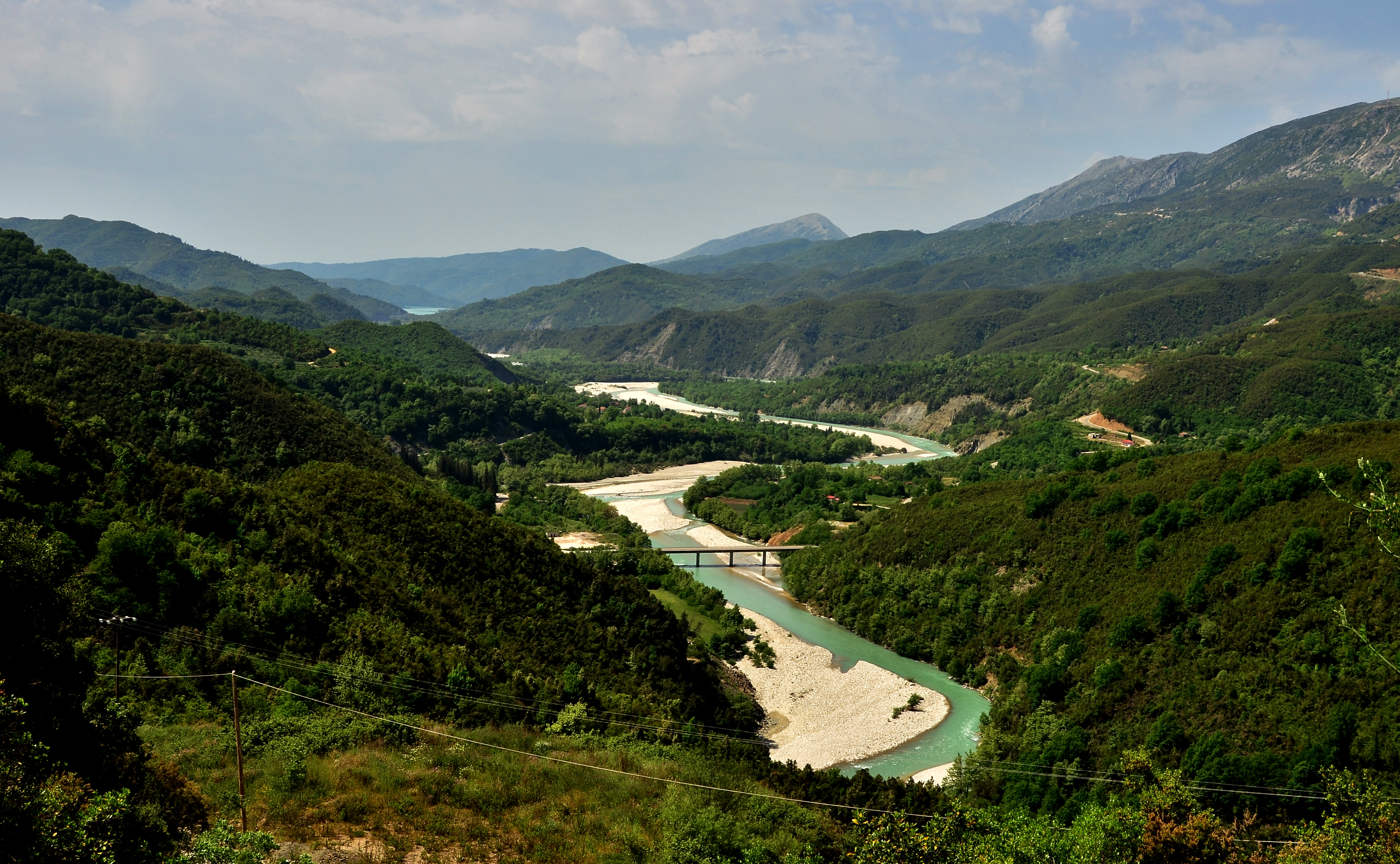
l'Árachtos.

Il prend sa source dans le massif du Pinde, près de Metsovo, puis forme des gorges au sein du parc national des Tzoumérka, de la vallée de l'Achelóos, des Ágrafa et des Météores. Il parcourt les districts régionaux de Ioannina puis d'Árta. Dans cette dernière région, il est retenu par le barrage de l'Árachtos qui protège des inondations et permet d'approvisionner en eau Árta et l'ensemble de l'Épire. Le fleuve passe plus en aval sous le pont historique dit « pont d'Árta ». Il arrose ensuite une plaine fertile puis traverse les marais qu’il crée avant de se jeter dans le golfe Ambracique.